# Brantley (Alabama)
Pour les articles homonymes, voir Brantley.
Brantley est une ville du comté de Crenshaw, dans l'État de l'Alabama, aux États-Unis. En 2007, sa population était de 915 habitants.

## Démographie
| 1900 | 1910 | 1920 | 1930  | 1940  | 1950  | 1960  | 1970  |
| ---- | ---- | ---- | ----- | ----- | ----- | ----- | ----- |
| 390  | 803  | 702  | 1 053 | 1 126 | 1 102 | 1 014 | 1 066 |

| 1980  | 1990  | 2000 | 2010 | - | - | - | - |
| ----- | ----- | ---- | ---- | - | - | - | - |
| 1 151 | 1 015 | 920  | 809  | - | - | - | - |

## Galerie de photos

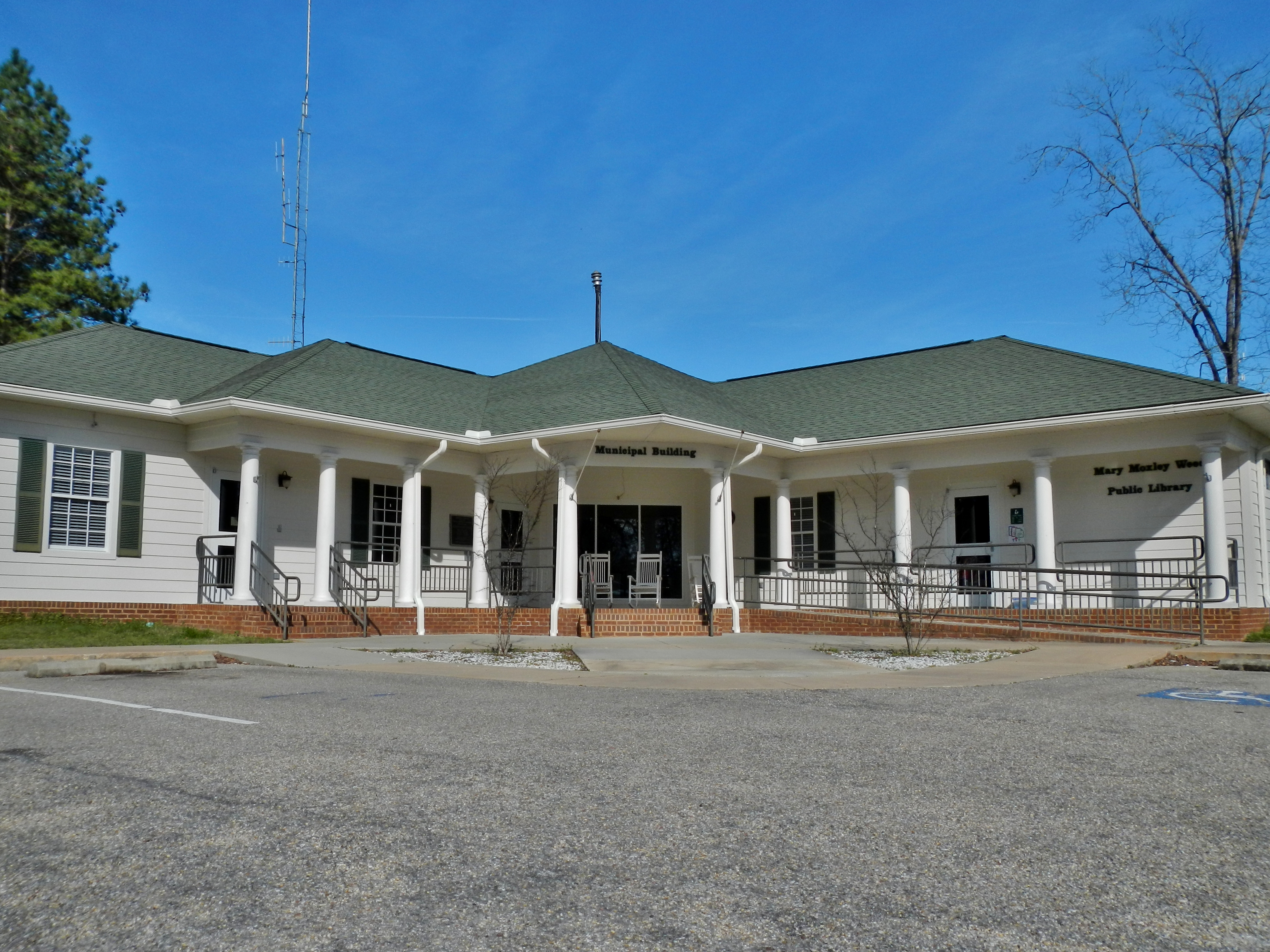
Le bâtiment municipal.
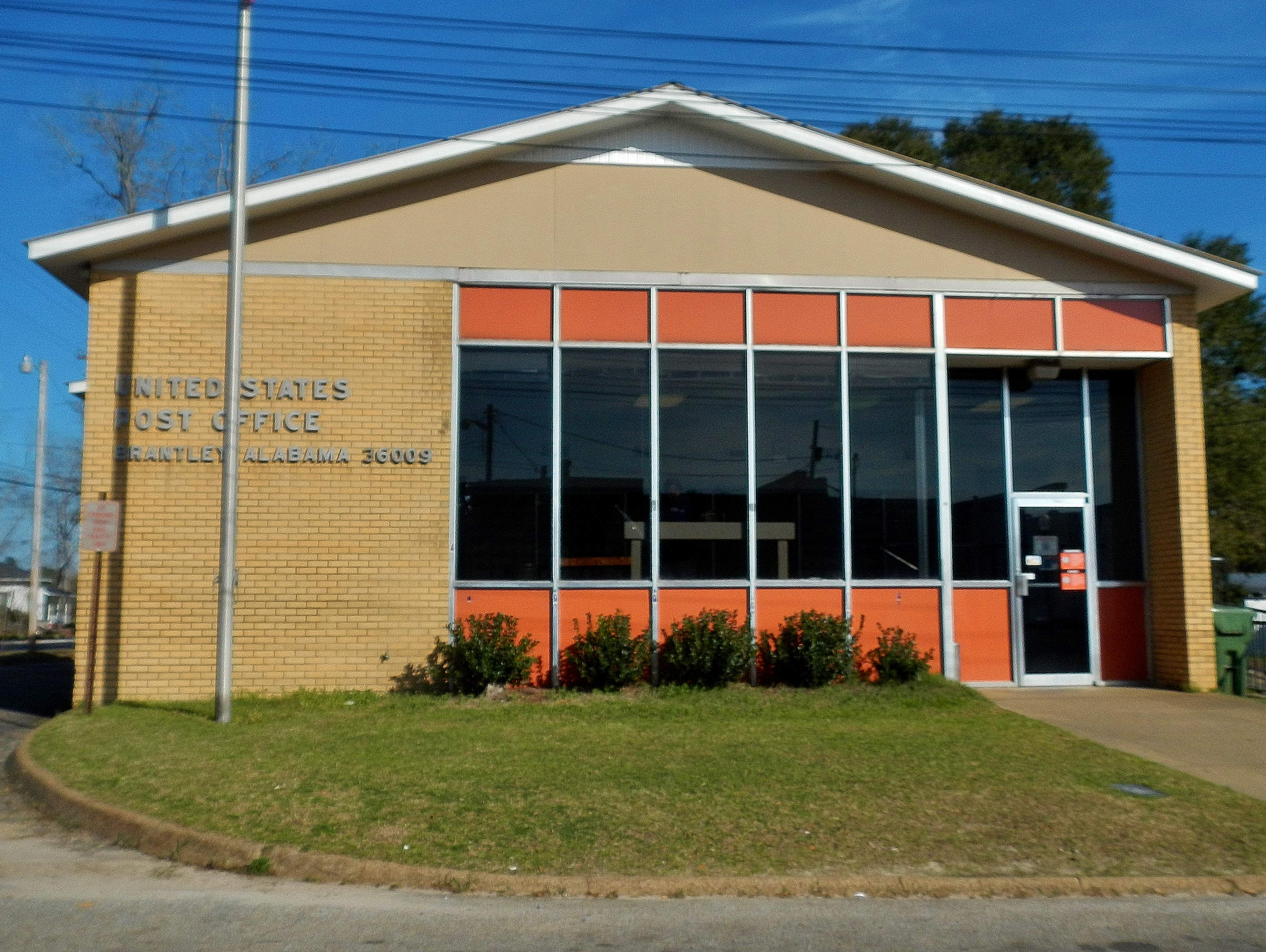
Bureau de poste (code postal : 36009).
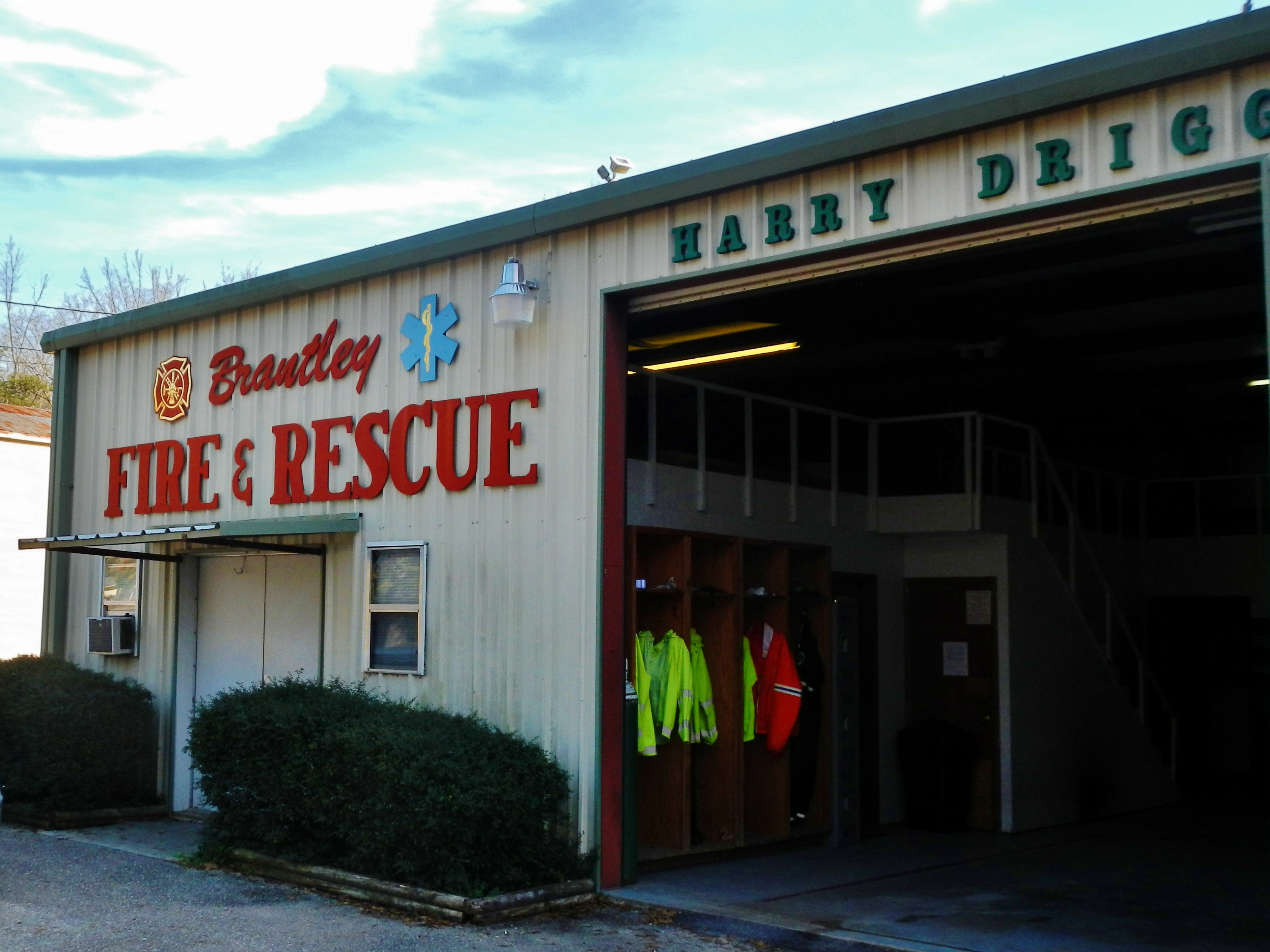
Caserne de pompiers.
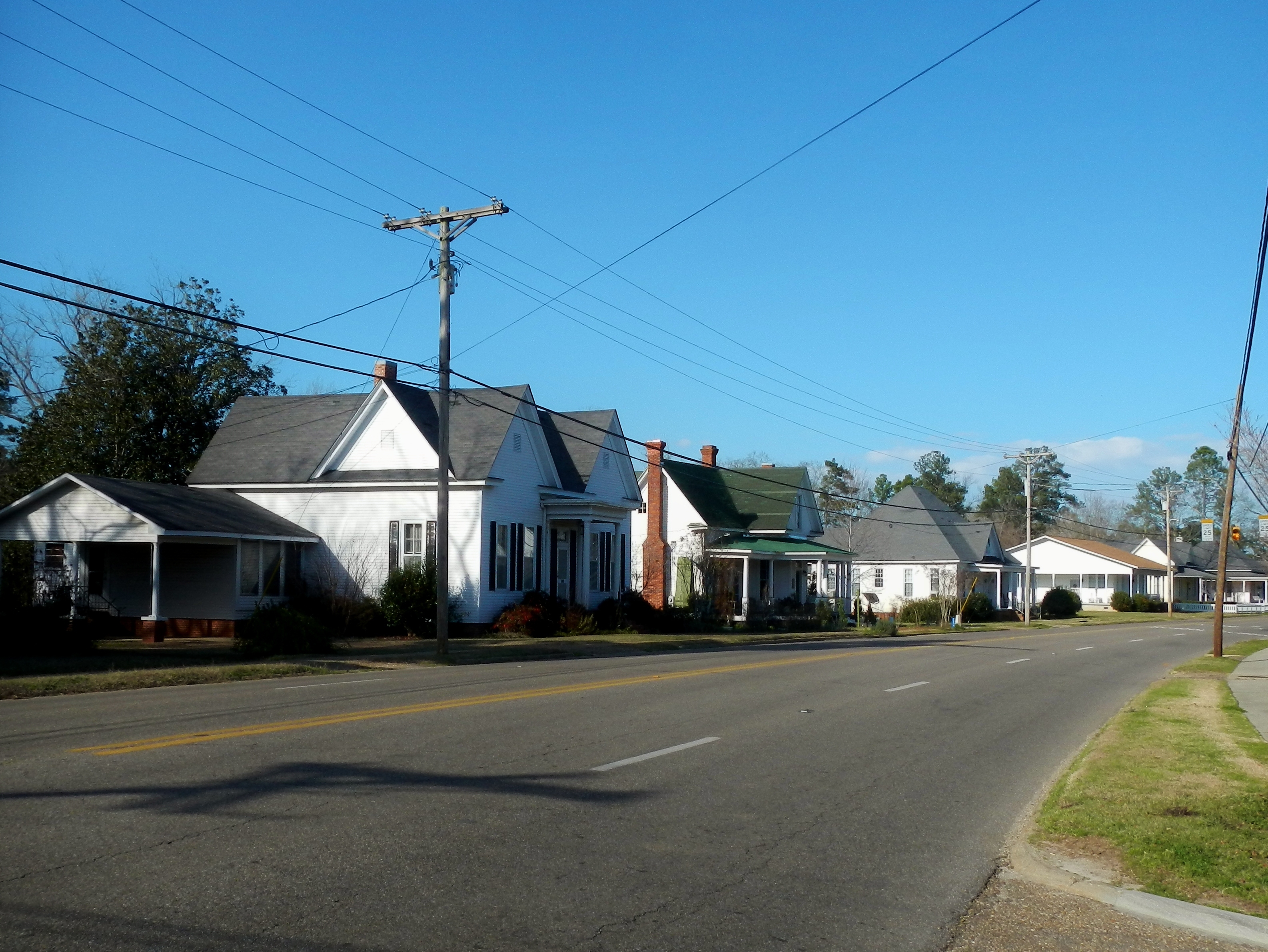
District historique, placé sur la liste du Registre national des lieux historiques le 2 juin 2004.